# Everything but Mine
«Everything but Mine» (рус. Кто угодно, но не моя) — песня с шестого студийного альбома Unbreakable группы Backstreet Boys. Несмотря на то, что альбом официально был презентован 24 октября 2007 года, эта песня (вместе с «Intro») впервые прозвучала 3 октября того же года на волнах японских радиостанций.
Примечательно, что во время гастролей в Токио (16—17 февраля 2008, Токио Доум), с которых началось мировое турне группы Backstreet Boys, песня «Everything but Mine» была изначально включена в концертную программу, однако позже была исключена из списка исполняемых песен, при этом постоянно извучала на репетициях перед концертами на протяжении всего турне.
Трек планировали сделать третьим международным синглом с альбома и выпустить его летом 2008 года. Параллельно с Everything but mine в Италии планировали выпустить сингл Treat Me Right, который был выбран итальянскими фанами. Позже руководством Jive Records было принято решение не выпускать больше синглов с Unbreakable, а сосредоточить внимание на гастролях.